# Ikervár
Ikervár es un pueblo ubicado en el distrito de Sárvár, en el condado de Vas, Hungría.

## Superficie
Posee una superficie de 35,34 kilómetros cuadrados.

## Demografía
Hasta 2019 la población era de 1764 habitantes, con una densidad de población de 49,92 habitantes por kilómetro cuadrado.